# 葉大年 (光緒進士)
葉大年（?—?），福建省泉州府同安縣人，清朝政治人物、進士出身。
光緒二十年（1894年），参加光緒甲午科殿試，登進士二甲126名。同年五月，改翰林院庶吉士。光緒二十一年四月，散館，授翰林院編修。